# Пирин (футбольный клуб, Благоевград)
«Пирин» — болгарский футбольный клуб из города Благоевград, выступающий в Первой лиге болгарского футбола.

## История
Клуб был основан в 2008 году после слияния двух команд — «ПФК Пирин 1922» и «ПФК Пирин 1931». Новый клуб основан на базе «ПФК Пирин 1922» и получил его историю и достижения. Домашний стадион команды — стадион «Христо Ботев», вмещающий 11 000 мест.

### ПФК Пирин 1922
Клуб был основан в 1922 году. «Пирин 1922» отыграл более 20 сезонов в высшей лиги Болгарии. Дважды принимал участие в еврокубках — один раз в Кубке УЕФА и один раз в Кубке обладателей кубков. В Кубке УЕФА команда принимала участие в 1985 году, соперником «Пирин 1922» был шведский клуб Хаммарбю. В первой игре, которая состоялась в Благоевграде команда уступила со счётом 1:3. В ответной игре клуб уступил 0:4 и выбыл из соревнования. Лучший сезон «Пирина» в чемпионате Болгарии — 5-е место по итогам сезона 1984/85. Также клуб дважды доходил до финала Кубка Болгарии в 1992 и 1994 годах. Юношеская академия клуба воспитала немало хороших игроков. Именно здесь начал играть Димитр Бербатов. 18 августа 2006 года за непогашенные долги и обвинения в коррупции клуб был лишён профессионального статуса и был отправлен в ЛФГ «В». Через два сезона клуб поднялся в ПФГ «Б» и снова обрёл профессиональный статус.

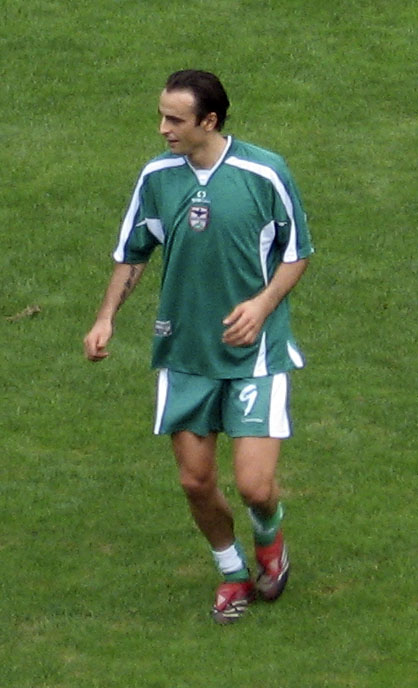
Димитр Бербатов начал свою футбольную карьеру в Пирине.

### ПФК Пирин 1931
Другой клуб из Благоевграда «ПФК Пирин 1931» был основан в 1931 году под именем «Гранит Стара Кресна». Через несколько лет команда сменила название на «Македонская Слава». До сезона 1999/2000 команда играла в низших любительских лигах. В сезоне 2000/01 клуб играл в ПФГ «Б», однако по итогам сезона вылетел в ЛФГ «В». Несколько сезонов спустя, с приходом в команду нового президента клуба Николая Галчева команда меняет название на «Пирин 1931» и возвращается в ПФГ «Б». Через некоторое время клуб сменил название на «ПФК Пирин 1931». В сезоне 2007/08 клуб выиграл «ПФГ „Б“» и впервые в своей истории вышел Группу «А».

### Объединение
В декабре 2008 года «ПФК Пирин 1922» (который тогда играл в ПФГ «Б») объединился с клубом «ПФК Пирин 1931» (который выступал в Группе «А»). Новый клуб был назван ПФК Пирин Благоевград и получил всю историю и достижения клуба «ПФК Пирин 1922». В 2009 году объединённый клуб дошёл до финала Кубка Болгарии, но там уступил клубу Литекс (0:3).

## Достижения
Группа «А»:
- 5-е место (1): 1985

Кубок Болгарии:
- Финалист (3): 1992, 1994, 2009

## Еврокубки
| Сезон   | Турнир                   | Раунд | Страна      | Клуб         | Дома | На выезде | Общий счёт |
| ------- | ------------------------ | ----- | ----------- | ------------ | ---- | --------- | ---------- |
| 1985/86 | Кубок УЕФА               | 1     | Швеция      | Хаммарбю     | 1-3  | 0-4       | 1-7        |
| 1994/95 | Кубок обладателей кубков | QR    | Лихтенштейн | Шан          | 3-0  | 1-0       | 4-0        |
|         |                          | 1     | Греция      | Панатинаикос | 0-2  | 1-6       | 1-8        |